# Rekursiv aufzählbare Sprache
In der theoretischen Informatik ist eine rekursiv aufzählbare Sprache (auch bekannt als semientscheidbare oder erkennbare Sprache) {\displaystyle L} dadurch definiert, dass es eine Turingmaschine gibt, die alle Wörter aus {\displaystyle L} akzeptiert, aber keine Wörter, die nicht in {\displaystyle L} liegen. Im Unterschied zu rekursiven Sprachen (entscheidbare Sprachen) muss bei den rekursiv aufzählbaren Sprachen die Turingmaschine nicht halten, wenn ein Wort nicht in {\displaystyle L} liegt. Das heißt, unter Umständen muss man auf die Lösung unendlich lange warten. Alle rekursiven Sprachen sind deshalb auch rekursiv aufzählbar.
Rekursiv aufzählbare Sprachen bilden die oberste Stufe der Chomsky-Hierarchie und heißen deshalb auch Typ-0-Sprachen; die entsprechenden Grammatiken sind die Typ-0-Grammatiken. Sie können somit auch als all die Sprachen definiert werden, deren Wörter sich durch eine beliebige formale Grammatik ableiten lassen.
Eines der wichtigsten Probleme, das rekursiv aufzählbar ist, aber nicht rekursiv, ist das so genannte Halteproblem.
Ein nicht semi-entscheidbares Problem ist die so genannte Diagonalsprache {\displaystyle D}: die Menge der Codierungen all derjenigen Turingmaschinen, die auf ihrer eigenen Codierung als Eingabe nicht halten.
D = {<M> | M hält nicht auf <M>}
Auch das Komplement des (semi-entscheidbaren) Halteproblems ist nicht semi-entscheidbar, während das Komplement der Diagonalsprache semi-entscheidbar ist. In der Tat ist das Komplement des Halteproblems eine Erweiterung der Diagonalsprache und das Komplement der Diagonalsprache ein Spezialfall des Halteproblems.
Ein Beispiel für eine Sprache, für die weder sie selbst noch ihr Komplement semi-entscheidbar ist, ist das Äquivalenzproblem für Turingmaschinen (Eq): die Menge von Paaren von zwei Turingmaschinen, die dieselbe Sprache akzeptieren.
Eq = {<M1>#<M2> | L(M1) = L(M2)}
Diese Eigenschaft der Nicht-Semi-Entscheidbarkeit folgt leicht daraus, dass das Halteproblem auf dieses Problem und auch auf dessen Komplement reduzierbar ist. Sie gilt allerdings bereits für deterministische Kellerautomaten anstelle von allgemeinen Turingmaschinen.
Allgemein gilt für eine Sprache {\displaystyle L} und ihr Komplement {\displaystyle K(L)} stets genau eine der folgenden drei Eigenschaften:
- {\displaystyle L} und {\displaystyle K(L)} sind rekursiv (und somit auch rekursiv aufzählbar).
- {\displaystyle L} und {\displaystyle K(L)} sind nicht rekursiv aufzählbar.
- Genau eine der Sprachen {\displaystyle L} und {\displaystyle K(L)} ist rekursiv aufzählbar (aber nicht rekursiv), die andere ist nicht rekursiv aufzählbar.

## Abgeschlossenheit
Die Menge der rekursiv aufzählbaren Sprachen ist gegenüber Kleenescher Hüllenbildung, Konkatenation, Schnitt und Vereinigung abgeschlossen, nicht jedoch gegenüber dem Komplement.

### Beweise  (skizzenhaft)

#### Konkatenation
Gegeben die Sprachen {\displaystyle L_{1},L_{2}} betrachten wir die Aufzählfunktionen {\displaystyle f_{1}} und {\displaystyle f_{2}}, welche jeweils turingberechenbar sind. Wir setzen {\displaystyle f(i,j)=f_{1}(i)\cdot f_{2}(j)} und haben damit eine surjektive Abbildung von einer abzählbaren Menge auf alle Konkatenation von einem Wort aus {\displaystyle L_{1}} und einem Wort aus {\displaystyle L_{2}}. Somit haben wir eine Aufzählfunktion für {\displaystyle L_{1}\cdot L_{2}}

#### Schnitt
Für die Sprachen {\displaystyle L_{1}} und {\displaystyle L_{2}} existiert jeweils eine Akzeptor-Turingmaschine. Wir konstruieren eine Turingmaschine, welche zuerst {\displaystyle L_{1}}, und dann {\displaystyle L_{2}} simuliert. Diese hält für eine Eingabe genau dann, wenn diese Eingabe im Schnitt von {\displaystyle L_{1}} und {\displaystyle L_{2}} liegt.